# Troposkina
Troposkina je v fiziki in geometriji krivulja, ki jo ima idealna vrv, če je pritrjena na svojih konceh in se vrti okoli osi s konstantno kotno hitrostjo. Njena oblika je zelo podobna otroški igrači kolebnici in je v odsotnosti težnosti neodvisna od hitrosti vrtenja. Kadar pa je prisotna težnost je njena oblika odvisna od hitrosti vrtenja. Troposkine ne moremo prikazati v zaprti obliki. Obliko troposkine lahko približno določimo z gravitacijskim pospeškom, gostoto vrvi in kotno hitrostjo. Troposkina nima zaprte oblike.